# Georges Groussard
Georges Groussard   (La Chapelle-Janson, 22 de març de 1937) és un ciclista francès, ja retirat, que fou professional entre 1961 i 1967.
En el seu palmarès destaquen una quinzena de victòries, però l'èxit més important l'aconseguí en el Tour de França de 1964, quan vestí el mallot groc durant 9 etapes consecutives.

## Palmarès
- 1958
  - 1r a la París-Verneuil
- 1960
  - 1r del Circuit de Morbihan
- 1961
  - 3r a la Volta a Luxemburg
- 1962
  - 2n al Gran Premi de Plouay
- 1964
  - 2n al Campionat de França

### Resultats al Tour de França
- 1961. 30è de la classificació general
- 1962. 72è de la classificació general
- 1963. 51è de la classificació general
- 1964. 5è de la classificació general. Porta el mallot groc durant 9 etapes
- 1965. Abandona (3a etapa)
- 1966. 30è de la classificació general
- 1967. Abandona (8a etapa)